# 요한 다이젠호퍼
요한 다이젠호퍼(독일어: Johann Deisenhofer, 1943년 9월 30일 ~ )는 서독의 생화학자이다. 1988년 광합성 반응 중심의 3차원 구조의 결정을 규명한 공로로 로베르트 후버, 하르트무트 미헬과 함께 노벨 화학상을 수상했다.

## 수상 경력
- 1986년 : 막스 델브뤼크상
- 1988년 : 노벨 화학상